# Proleptacis myrtilli
Proleptacis myrtilli är en stekelart som beskrevs av Debauche 1947. Proleptacis myrtilli ingår i släktet Proleptacis och familjen gallmyggesteklar. Inga underarter finns listade i Catalogue of Life.